# Mrtvaški ples (Hrastovlje)
Mrtvaški ples je freska v Cerkvi svete Trojice v Hrastovljah, ki jo je naslikal Janez iz Kastva. Delo je bilo končano leta 1490.
Freska, dolga sedem metrov, prikazuje sprevod, v katerem se proti pravkar izkopanemu grobu pomikajo predstavniki najrazličnejših slojev tedanje družbe in vseh starosti, od papeža, kralja in kraljice preko redovnika in meščana do berača in otroka, vsakič pa v paru s koščeno spremljevalko, ki ne pozna šale in ne jemlje podkupnine in pred katero so vsi ljudje enaki. Neizprosna je in vsem se enako reži v obraz. Vsi stopajo z njo proti istemu cilju, proti grobu, ki je njeno kraljestvo. Freska je najbrž nastala pod vtisom srednjeveških epidemij kuge. V srednjem veku tema ni bila izrecno cerkvena, zato so jo sprva upodabljali na zunanjih cerkvenih stenah, šele pozneje v cerkvah. Če si obiskovalec podrobneje ogleda fresko, na njej poleg polno zanimivih zapisov nekdanjih obiskovalcev najde tudi daljši zapis v glagolici, ki poroča o postavitvi novega rdeče obarvanega tlaka v letu 1518..

## Razlaga Mrtvaškega plesa
Fresko sestavljajo trije deli:
- Prvi del je osnovni – tuzemeljski in je v oker rjavi barvi. Ta je sestavljen iz dveh delov - prvi del so tla, na katerih stojijo liki, drugi del pa je pokrajina v ozadju.
- Drugi osnovni prostor je nebo.
- Tretji prostor, ki je najmanjši, pa predstavljajo nebesa. Obarvan je zeleno in je na spodnjem delu ločen z belo črto.

Freska je sestavljena iz zemeljskih barv. Najmočneje doživljamo rumeno, zeleno, rdečo barvo. Bela barva ima simboličen pomen - če je na spodnjem delu oči lika, pomeni, da oseba že vidi nebesa. Če pa ima lik na zgornjem delu oči, pomeni, da so zanj nebesa še daleč.
Ples ima tudi svoj ritem, če pogledamo levo roko mrtveca, ki je dvignjena ali spuščena:  a-a-b-a-b-b-a-b-a-b
Predvsem pomembni ljudje na freski so invalid, menih in papež, njihove lastnosti naj bi bile človeku pot v nebesa (npr, invalidova skromnost in enostavnost). 
Sporoča nam pa še, da smrt ne gleda na stan (tudi podkupiti se ne pusti – nekdo na freski okostnjaku ponuja zlatnike).